# Korombana
Korombana is een gemeente (commune) in de regio Mopti in Mali. De gemeente telt 29.700 inwoners (2009).
De gemeente bestaat uit de volgende plaatsen:
- Ankoye
- Bagui
- Boukourinté-Ouro
- Boukourinté-Saré
- Deguédegué
- Dimango
- Doko
- Dofina
- Fanabougou
- Fansaré
- Goby
- Gouloumbo
- Kalifaré
- Kéra
- Kérétogo
- Korientzé (hoofdplaats)
- M'Bessena
- Mandié
- Mareciré
- Moussocouraré
- N'Dissoré
- N’Gorodia
- Noradji
- Oualo
- Sangui
- Sarefér-Dofina
- Sitty
- Sounteye
- Tangou
- Tiécouraré
- Tougouna-Sakère
- Wangala